# Pinara
Pinara, på turkiska även Pınara, är en antik stad i Lykien på Turkiets södra medelhavskust. Staden ligger omkring 17 km nord-nordväst om Xanthos och var en av de sex främsta städerna i det lykiska förbundet.
Bland de ruiner som finns kvar på platsen märks en amfiteater och en mängd lykiska gravmonument.